# Záhradné
Záhradné (do roku 1948 Sedikart) je obec na Slovensku v okrese Prešov. Žije zde přibližně 1 100 obyvatel. Leží v údolí mezi Čergovem a Kapušanským hradním vrchem. První písemná zmínka o obci je z roku 1285.

## Poloha
Záhradné leží na severovýchodním okraji Šarišské vrchoviny, v širokém údolí Ternianky, přítoku Sekčova, v nadmořské výšce 322 m.